# Robert Van de Graaff
Robert Jemison Van de Graaff (20. prosinec 1901, Tuscaloosa, Alabama – 16. leden 1967, Boston, Massachusetts) byl americký fyzik a vynálezce nizozemského původu. 
Proslul především vynálezem Van de Graaffova generátoru, tedy elektrostatického stroje umožňujícího nabíjet kovovou kouli na velmi vysoké napětí (1929). Vystudoval fyziku na University of Alabama, poté byl na studijním pobytu na Sorbonně v Paříži a pak získal titul PhD na Oxfordské univerzitě (1928). Později se stal profesorem na Massachusettském technologickém institutu.
Jeho jméno nese měsíční kráter Van de Graaff.